# Crespo (Venezuela)
Crespo is een gemeente in de Venezolaanse staat Lara. De gemeente telt 55.400 inwoners. De hoofdplaats is Duaca.